# Płaska (gemeente)
De gemeente Płaska is een landgemeente in het Poolse woiwodschap Podlachië, in powiat Augustowski.
De zetel van de gemeente is in Płaska.
Op 30 juni 2004 telde de gemeente 2629 inwoners.

## Oppervlakte gegevens
In 2002 bedroeg de totale oppervlakte van gemeente Płaska 373,19 km², waarvan:
- agrarisch gebied: 10%
- bossen: 82%

De gemeente beslaat 22,5% van de totale oppervlakte van de powiat.

## Demografie
Stand op 30 juni 2004:
| Omschrijving                   | Totaal | Totaal | Vrouwen | Vrouwen | Mannen | Mannen |
| ------------------------------ | ------ | ------ | ------- | ------- | ------ | ------ |
| eenheid                        | aantal | %      | aantal  | %       | aantal | %      |
| inwoners                       | 2629   | 100    | 1254    | 47,7    | 1375   | 52,3   |
| bevolkingsdichtheid (inw./km²) | 7      | 7      | 3,4     | 3,4     | 3,7    | 3,7    |

In 2002 bedroeg het gemiddelde inkomen per inwoner 1523,43 zł.

## Plaatsen
Sołectwa: Dalny Las, Gorczyca, Gruszki, Macharce, Mikaszówka, Mołowiste, Płaska, Podmacharce, Rubcowo, Rudawka, Rygol, Serski Las, Serwy, Strzelcowizna, Sucha Rzeczka.
Overige plaatsen: Hanus, Jałowy Róg, Jazy, Kielmin, Kopanica, Księży Mostek, Kudrynki, Lipiny, Lubinowo, Mały Borek, Muły, Osienniki, Ostryńskie, Perkuć, Przewięź, Tartak, Trzy Kopce.

## Aangrenzende gemeenten
Augustów, Augustów, Giby, Lipsk, Nowinka, Sztabin. De gemeente grenst aan Wit-Rusland.